# Championnat d'Autriche de football 2020-2021
Navigation
Édition précédente Édition suivante
La saison 2020-2021 du championnat d'Autriche est la 109e saison de l'histoire de la compétition. Elle oppose les douze meilleurs clubs d'Autriche en une série de vingt deux journées, puis le championnat est scindé en deux. Lors de cette saison, le Red Bull Salzbourg défend son titre face à onze autres équipes dont un promu d'Erste Liga.
Quatre places qualificatives pour les compétitions européennes sont attribuées par le biais du championnat : une pour les barrages de la Ligue des champions de la voie des champions et une deuxième place pour la voie de la Ligue et deux pour les tours de qualification de la Ligue Europa Conférence. La dernière place européenne est celle réservée au vainqueur de la ÖFB-Cup qui est qualificative pour la phase de qualification de la Ligue Europa.
Le Red Bull Salzbourg remporte son 15e titre, et le 8e consécutif, à deux journées de la fin du championnat.

## Participants
| \| Austria Rapid Graz Salzbourg Mödling Wolfsberg Rheindorf Altach Ried St. Pölten Linz Hartberg WSG Tirol \| Localisation des clubs engagés dans le championnat. |
| Austria Rapid Graz Salzbourg Mödling Wolfsberg Rheindorf Altach Ried St. Pölten Linz Hartberg WSG Tirol                                                           |

Légende des couleurs
- Phase de groupes de la Ligue des champions 2020-2021
- Troisième tour de qualification de la Ligue des champions 2020-2021
- Phase de groupes de la Ligue Europa 2020-2021
- Troisième tour de qualification de la Ligue Europa 2020-2021
- Deuxième tour de qualification de la Ligue Europa 2020-2021
- Promu de Erste Liga

| Club                  | Se maintient depuis | Classement 2019-2020 | Entraîneur                                                                                   | Depuis | Stade                    | Capacité théorique |
| --------------------- | ------------------- | -------------------- | -------------------------------------------------------------------------------------------- | ------ | ------------------------ | ------------------ |
| Red Bull Salzbourg    | 2005                | 1                    | Jesse Marsch                                                                                 | 2019   | Red Bull Arena           | 31 895             |
| Austria Vienne        | 1926                | 2                    | Peter Stöger                                                                                 | 2020   | Generali Arena           | 17 500             |
| Wolfsberger AC        | 2012                | 3                    | Ferdinand Feldhofer                                                                          | 2019   | Lavanttal-Arena          | 07 300             |
| LASK                  | 2017                | 4                    | Dominik Thalhammer                                                                           | 2020   | Raiffeisen Arena         | 07 870             |
| TSV Hartberg          | 2018                | 5                    | Markus Schopp                                                                                | 2018   | Profertil Arena Hartberg | 04 500             |
| Sturm Graz            | 1966                | 6                    | Christian Ilzer                                                                              | 2020   | Merkur-Arena             | 16 364             |
| Rapid Vienne          | 1911                | 7                    | Dietmar Kühbauer                                                                             | 2018   | Allianz Stadion          | 28 345             |
| Rheindorf Altach      | 2014                | 8                    | Alex Pastoor                                                                                 | 2019   | Cashpoint-Arena          | 08 500             |
| SKN Sankt Pölten      | 2016                | 10                   | Robert Ibertsberger                                                                          | 2020   | NV Arena                 | 08 000             |
| Admira Wacker Mödling | 2011                | 11                   | Zvonimir Soldo (jusqu'en Septembre 2020/ 1-2ème journée) Damir Burić (depuis Septembre 2020) | 2020   | BSFZ-Arena               | 10 600             |
| WSG Tirol             | 2019                | 12                   | Thomas Silberberger                                                                          | 2013   | Tivoli Stadion Tirol     | 17 400             |
| SV Ried               | 2020                | 1 (D2)               | Gerald Baumgartner                                                                           | 2019   | Josko Arena              | 07 300             |

## Compétition
Le classement est calculé avec le barème de points suivant : une victoire vaut trois points, le match nul un. La défaite ne rapporte aucun point.
Critères de départage :
1. plus grand nombre de points ;
2. plus grande différence de buts générale ;
3. plus grand nombre de buts marqués ;
4. plus grande différence de buts particulière ;
5. meilleure place au Challenge du fair-play (1 point par joueur averti, 3 points par joueur exclu)

### Changement de format
Lors de la première phase les 12 équipes du championnat se rencontrent en match aller retour dans le cadre d'une poule unique. À l'issue de cette première phase le championnat est scindé en deux, les six premiers jouent pour le titre et les qualifications européennes en emportant la moitié des points acquis lors de la première phase.
Les six derniers de la première phase participent dans un autre championnat en emportant également la moitié des points, le dernier est relégué en fin de saison, le premier participe aux play offs avec le quatrième et le cinquième du groupe championnat pour une place en Ligue Europa.

### Première phase

#### Classement
| Rang | Équipe               | Pts | J  | G  | N | P  | Bp | Bc | Diff |
| ---- | -------------------- | --- | -- | -- | - | -- | -- | -- | ---- |
| 1    | Red Bull Salzbourg T | 52  | 22 | 17 | 1 | 4  | 67 | 24 | +43  |
| 2    | Rapid Vienne         | 45  | 22 | 12 | 6 | 3  | 43 | 25 | +18  |
| 3    | LASK                 | 42  | 22 | 13 | 3 | 6  | 42 | 21 | +21  |
| 4    | Sturm Graz           | 39  | 22 | 11 | 6 | 5  | 34 | 20 | +14  |
| 5    | Wolfsberger AC       | 33  | 22 | 10 | 3 | 9  | 40 | 39 | +1   |
| 6    | WSG Tirol            | 30  | 22 | 8  | 6 | 9  | 37 | 34 | +3   |
| 7    | TSV Hartberg         | 29  | 22 | 7  | 8 | 7  | 25 | 38 | -13  |
| 8    | Austria Vienne       | 25  | 22 | 6  | 7 | 9  | 31 | 32 | -1   |
| 9    | SKN Sankt Pölten     | 21  | 22 | 5  | 8 | 11 | 33 | 43 | -10  |
| 10   | Rheindorf Altach     | 21  | 22 | 6  | 3 | 13 | 20 | 43 | -23  |
| 11   | SV Ried P            | 16  | 22 | 4  | 4 | 14 | 21 | 46 | -25  |
| 12   | Admira Wacker        | 14  | 22 | 3  | 5 | 14 | 22 | 50 | -28  |

|  | 1er au 6e : qualification pour le groupe championnat                     |
|  | 7e au 14e : qualification pour le groupe relégation                      |
|  | T : Tenant du titre C : Vainqueur de la Coupe d'Autriche P : Promu de D2 |

#### Matchs
| Résultats (▼dom., ►ext.) | AWM | AUS | ALT | LASK | RAP | RBS | SPO | STU | RIE | WOL | HAR | WSG |
| Admira Wacker            |     | 0-4 | 0-0 | 1-2  | 0-1 | 1-0 | 0-5 | 0-3 | 3-1 | 1-3 | 2-3 | 1-1 |
| Austria Vienne           | 2-2 |     | 5-1 | 1-1  | 0-0 | 0-2 | 1-1 | 0-4 | 2-1 | 3-5 | 0-1 | 2-2 |
| Rheindorf Altach         | 4-2 | 0-0 |     | 0-1  | 0-0 | 0-2 | 0-4 | 2-1 | 2-1 | 0-2 | 1-1 | 0-2 |
| LASK Linz                | 4-0 | 1-0 | 3-0 |      | 1-2 | 0-1 | 4-0 | 2-0 | 3-0 | 3-1 | 1-2 | 2-4 |
| Rapid Vienne             | 4-1 | 1-1 | 3-1 | 3-0  |     | 1-1 | 2-1 | 4-1 | 1-0 | 1-0 | 4-0 | 0-3 |
| RB Salzbourg             | 3-1 | 4-2 | 4-1 | 3-1  | 3-1 |     | 4-1 | 1-3 | 3-0 | 2-3 | 7-1 | 5-0 |
| SKN Sankt Pölten         | 2-2 | 0-2 | 0-1 | 1-3  | 1-2 | 2-8 |     | 0-0 | 4-0 | 0-2 | 2-2 | 0-1 |
| Sturm Graz               | 3-0 | 2-1 | 4-0 | 0-2  | 1-1 | 2-1 | 3-0 |     | 2-1 | 1-2 | 2-1 | 1-0 |
| SV Ried                  | 0-0 | 0-1 | 1-4 | 0-3  | 4-3 | 1-3 | 1-1 | 0-2 |     | 0-4 | 2-0 | 3-2 |
| Wolfsberger AC           | 2-1 | 3-2 | 0-1 | 0-3  | 3-4 | 1-3 | 2-4 | 0-0 | 1-1 |     | 0-0 | 3-5 |
| TSV Hartberg             | 2-1 | 2-1 | 1-0 | 1-1  | 1-3 | 0-3 | 3-3 | 1-1 | 1-1 | 0-2 |     | 1-0 |
| WSG Tirol                | 3-0 | 0-2 | 3-1 | 1-1  | 1-1 | 2-4 | 0-1 | 1-1 | 1-3 | 4-1 | 1-1 |     |

### Deuxième phase

#### Groupe championnat
Les points obtenus durant la saison régulière sont divisés par deux (et arrondies à l'unité inférieure) avant le début de la deuxième phase.
| Rang | Équipe                 | Pts | J  | G  | N | P  | Bp | Bc | Diff |
| ---- | ---------------------- | --- | -- | -- | - | -- | -- | -- | ---- |
| 1    | Red Bull Salzbourg T C | 51  | 32 | 25 | 2 | 5  | 94 | 33 | +61  |
| 2    | Rapid Vienne           | 36  | 32 | 17 | 8 | 7  | 64 | 40 | +24  |
| 3    | Sturm Graz             | 36  | 32 | 16 | 8 | 8  | 52 | 34 | +18  |
| 4    | LASK                   | 30  | 32 | 15 | 6 | 11 | 55 | 41 | +14  |
| 5    | Wolfsberger AC         | 26  | 32 | 13 | 5 | 14 | 52 | 62 | -10  |
| 6    | WSG Tirol              | 23  | 32 | 10 | 8 | 14 | 53 | 60 | -7   |

##### Matchs
| Résultats (▼dom., ►ext.) | LASK | RAP | RBS | STU | WSG | WOL |
| LASK                     |      | 1-1 | 2-5 | 0-0 | 3-3 | 2-1 |
| Rapid Vienne             | 3-0  |     | 0-3 | 0-0 | 4-0 | 1-2 |
| RB Salzbourg             | 2-0  | 2-0 |     | 3-1 | 4-0 | 1-1 |
| Sturm Graz               | 3-1  | 4-1 | 1-3 |     | 3-2 | 0-1 |
| WSG Tirol                | 2-0  | 2-3 | 3-2 | 2-3 |     | 2-2 |
| Wolfsberger AC           | 0-4  | 1-8 | 1-2 | 1-3 | 2-0 |     |

#### Groupe relégation
Les points obtenus durant la saison régulière sont divisés par deux (et arrondies à l'unité inférieure) avant le début de la deuxième phase.
| Rang | Équipe           | Pts | J  | G  | N  | P  | Bp | Bc | Diff |
| ---- | ---------------- | --- | -- | -- | -- | -- | -- | -- | ---- |
| 7    | TSV Hartberg     | 32  | 32 | 12 | 11 | 9  | 38 | 48 | -10  |
| 8    | Austria Vienne   | 29  | 32 | 11 | 9  | 12 | 47 | 43 | +4   |
| 9    | SV Ried P        | 25  | 32 | 8  | 9  | 15 | 34 | 57 | -23  |
| 10   | Rheindorf Altach | 23  | 32 | 9  | 7  | 16 | 33 | 55 | -22  |
| 11   | Admira Wacker    | 19  | 32 | 6  | 8  | 18 | 27 | 58 | -31  |
| 12   | SKN Sankt Pölten | 13  | 32 | 5  | 9  | 18 | 39 | 57 | -18  |

##### Matchs
| Résultats (▼dom., ►ext.) | AWM | AUS | SPÖ | RIE | ALT | HAR |
| Admira Wacker            |     | 0-2 | 2-1 | 0-2 | 1-1 | 0-1 |
| Austria Vienne           | 0-0 |     | 2-1 | 2-2 | 2-0 | 3-1 |
| Sankt Pölten             | 0-1 | 1-2 |     | 0-0 | 3-3 | 0-1 |
| SV Ried                  | 0-0 | 3-2 | 2-1 |     | 0-0 | 3-2 |
| Rheindorf Altach         | 0-1 | 2-1 | 1-0 | 3-0 |     | 2-2 |
| TSV Hartberg             | 2-0 | 1-0 | 0-0 | 1-1 | 2-1 |     |

### Barrages européens
Le 5e du championnat et le premier du groupe relégation s'affrontent dans une demi-finale à tour unique. Le vainqueur joue une finale aller-retour contre le quatrième du championnat pour déterminer le dernier participant à la Ligue Europa Conférence 2021-2022.

#### Demi-finale
| 24 mai 2021  | TSV Hartberg | 0 - 3 | Austria Vienne | Profertil Arena Hartberg   |                            |
| 17 h 0 UTC+2 |              |       |                | Arbitrage : Walter Altmann | Arbitrage : Walter Altmann |

#### Finale
| 27 mai 2021  | Austria Vienne | 3 - 0 | Wolfsberger AC | Stade Franz-Horr, Vienne         |                                  |
| 19 h 0 UTC+2 |                |       |                | Arbitrage : Manuel Schüttengrube | Arbitrage : Manuel Schüttengrube |

| 30 mai 2021  | Wolfsberger AC | 1 - 2 | Austria Vienne | Lavanttal-Arena, Wolfsberg   |                              |
| 17 h 0 UTC+2 |                |       |                | Arbitrage : Alexander Harkam | Arbitrage : Alexander Harkam |

L'Austria Vienne se qualifie pour le deuxième tour de qualification de la Ligue Europa Conférence 2021-2022.

### Barrages de relégation
Le dernier du championnat et le premier du championnat de deuxième division s'affrontent dans un barrage aller-retour. Or, les deux premiers de deuxième division sont inéligibles pour participer à l'élite, c'est donc le 3e de deuxième division, l'Austria Klagenfurt, qui participe à ce barrage.
| 26 mai 2021  | Austria Klagenfurt | 4 - 0 | SKN Sankt Pölten | Wörthersee Stadion, Klagenfurt |                                |
| 18 h 0 UTC+2 |                    |       |                  | Arbitrage : Sebastian Gishamer | Arbitrage : Sebastian Gishamer |

| 29 mai 2021  | SKN Sankt Pölten | 0 - 1 | Austria Klagenfurt | NV Arena, Sankt Pölten     |                            |
| 17 h 0 UTC+2 |                  |       |                    | Arbitrage : Harald Lechner | Arbitrage : Harald Lechner |

Le Austria Klagenfurt  est promu en première division tandis que le SKN Sankt Pölten est relégué en deuxième division.

## Meilleurs buteurs
| Rang | Joueur                    | Club                   | Buts |
| ---- | ------------------------- | ---------------------- | ---- |
| 1    | Patson Daka               | RB Salzbourg           | 27   |
| 2    | Nikolai Baden Frederiksen | WSG Tirol              | 18   |
| 3    | Dejan Joveljić            | Wolfsberger AC         | 17   |
| 4    | Ercan Kara                | Rapid Vienne           | 15   |
| 5    | Sékou Koïta               | RB Salzbourg           | 14   |
| 5    | Mërgim Berisha            | RB Salzbourg           | 14   |
| 7    | Johannes Eggestein        | LASK                   | 12   |
| 7    | Christoph Knasmüllner     | Rapid Vienne           | 12   |
| 9    | Alexander Schmidt         | SKN Sankt Pölten       | 12   |
| 9    | Kelvin Yeboah             | Sturm Graz / WSG Tirol | 12   |
| 11   | Jakob Jantscher           | Sturm Graz             | 9    |
| 11   | Taxiárchis Foúntas        | Rapid Vienne           | 9    |
| 13   | Michael Liendl            | Wolfsberger AC         | 8    |
| 14   | Karim Adeyemi             | Red Bull Salzbourg     | 7    |
| 14   | Otar Kiteishvili          | Sturm Graz             | 7    |
| 14   | Dor Hugi                  | SKN Sankt Pölten       | 7    |
| 14   | Ivan Ljubić               | Sturm Graz             | 7    |

Mise à jour au 22 mai 2021